# Chicken Shack
Chicken Shack – brytyjska grupa bluesrockowa działająca w latach 1965–1973 i ponownie od 1976. Zespół został założony przez Stana Webba (gitara, wokal), Andy'ego Silvestera (gitara basowa) i Alana Morleay (perkusja). Do składu dołączyła potem Christine McVie (wtedy jako Christine Perfect) (instrumenty klawiszowe, wokal). Zespół pod koniec lat sześćdziesiątych XX wieku stał się jednym z reprezentantów modnego wówczas w Anglii brytyjskiego bluesa.

## Skład
Po wydaniu dwóch pierwszych płyt z 1968 i 1969 członkowie zespołu często się zmieniali. Na przestrzeni wielu lat działalności grupy Stan Webb był jej jedynym stałym członkiem.
- Stan Webb  – gitara, wokal  (1965–1974, 1976–)
- Gary Davies – gitara  (1988–)
- Jim Rudge – bas  (1998–)
- Andy Silvester  – bas  (od 1965 do 1971)
- Alan Morley – perkusja (od 1965 do 1968)
- Christine Perfect  – instrumenty klawiszowe, wokal (od 1968 do 1969)
- Al Sykes – perkusja (1968)
- Hughie Flint  – perkusja (1968)
- Dave Bidwell – perkusja (od 1968 do 1971; zm. 1977)
- Paul Raymond  – instrumenty klawiszowe (od 1969 do 1971)
- John Glascock  – bas (od 1971 do 1972; zm. 1979)
- Pip Pyle  – perkusja (1971; zm. 2006)
- Paul Hancox – perkusja (od 1971 do 1972)
- Bob Daisley  – bas (1972, od 1979 do 1980)
- David Wilkinson – instrumenty klawiszowe (od 1972 do 1974 następnie od 1986 do 1993)
- Rob Hull – bass (od 1972 do 1974)
- Alan Powell  – perkusja (od 1972 do 1974)
- Dave Winthrop – saksofon (od 1976 do 1979, od 1986 do 1987, od 2008 do 2012)
- Robbie Blunt  – gitara (od 1976 do 1979)
- Ed Spivock – perkusja (od 1976 do 1979)
- Paul Martinez  – bass (od 1976 do 1978)
- Steve York – bass (od 1978 do 1979)
- Paul Butler – gitara (od 1979 do 1981)
- Keef Hartley  – perkusja (od 1979 do 1980; zm. 2011)
- Ric Lee  – perkusja (od 1980 do 1981)
- Alan Scott – bas (1980)
- Andy Pyle  – bas (od 1980 do 1986)
- Tony Ashton  – instrumenty klawiszowe (1981; zm. 2001)
- Miller Anderson  – gitara (od 1981 do 1986)
- Russ Alder – perkusja (od 1981 do 1983)
- John Gunzell – perkusja (od 1983 do 1987)
- Roger Saunders – gitara (od 1983 do 1986)
- Andy Scott – bas (od 1983 do 1986)
- Jan Connolly – bas (od 1986 do 1987)
- Bev Smith – perkusja (od 1987 do 2002)
- Wayne Terry – bas (1987)
- Dave Wintour – bas (od 1987 do 1991)
- James Morgan – bas (od 1991 do 1998)
- Mick Jones –perkusja  (od 2002 do 2010)
- Chris Williams – perkusja (od 2010 do 2012)
- Romek Parol – perkusja (od 2012 do 2013)

## Dyskografia
- 40 Blue Fingers, Freshly Packed and Ready to Serve (1968),
- O.K. Ken? (1969), Blue Horizon –
- 100 Ton Chicken (1969), Blue Horizon
- Accept (1970), Blue Horizon
- Imagination Lady (1972), Deram
- Unlucky Boy (1973), Deram
- Goodbye Chicken Shack  (Live album) (1974), Deram
- Double (1977), Deram
- Stan the Man (1977), Nova
- That's the Way We Are (1978), Shark
- The Creeper (1978), WEA
- Chicken Shack (1979), Gull
- In the Can (1980), Epic Records
- Roadies Concerto (Live) (1981), RCA Records
- Simply Live (Live) (1989), SPV (Germany)
- On Air (sesja dla BBC) (1998), Strange Fruit Records
- Black Night (1999), (as Stan Webb's Chicken Shack)
- Still Live After All These Years (2004), Mystic
- Webb (2001)
- Stan The Man (2002), (kompilacja)
- Stan Webb (2004)
- Going Up, Going Down-Anthology (2004)
- Poor Boy/the Deram Years (2006), (jako Stan Webb's Chicken Shack)
- Strange Situations/The Indigo (2006), (jako Stan Webb's Chicken Shack)